# 狭叶海金子
狭叶海金子（学名：Pittosporum illicioides var. stenophyllum）为海桐花科海桐花属下的一个变种。

## 扩展阅读
- 維基物種上的相關：狭叶海金子